# 세키구치 마사히로
세키구치 마사히로(일본어: 関口 正大, 1998년 4월 21일~)는 일본의 축구 선수이다.

## 구단 경력
그는 2020년 J2리그의 방포레 고후에 입단했다. 2022년에 천황배 우승을 차지했다. 2024년까지 143경기에 출전하여, 4득점을 넣었다. 2025년 V-파렌 나가사키로 이적했다.